# Fukushima-juku

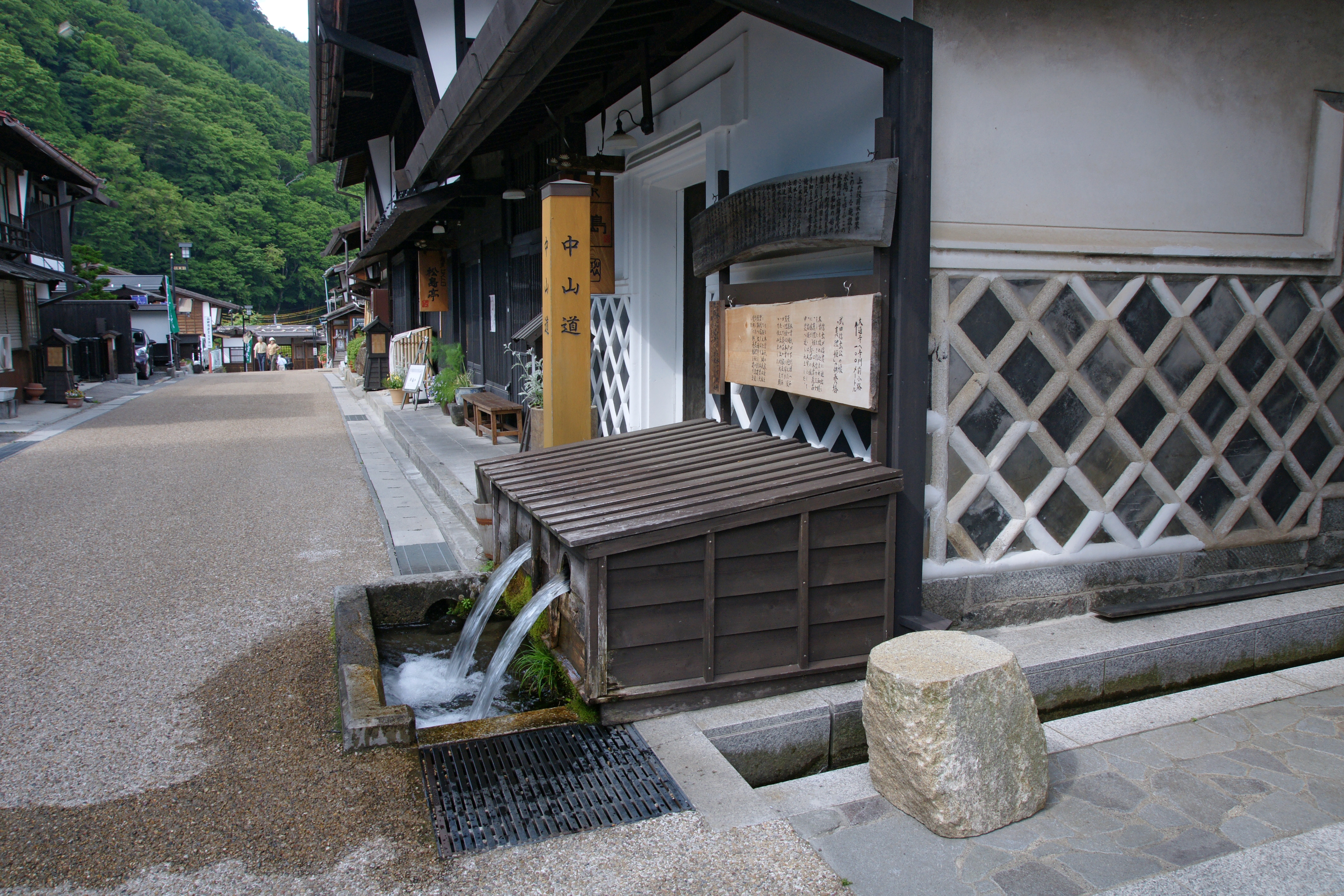
Nakasendō Uenodan.

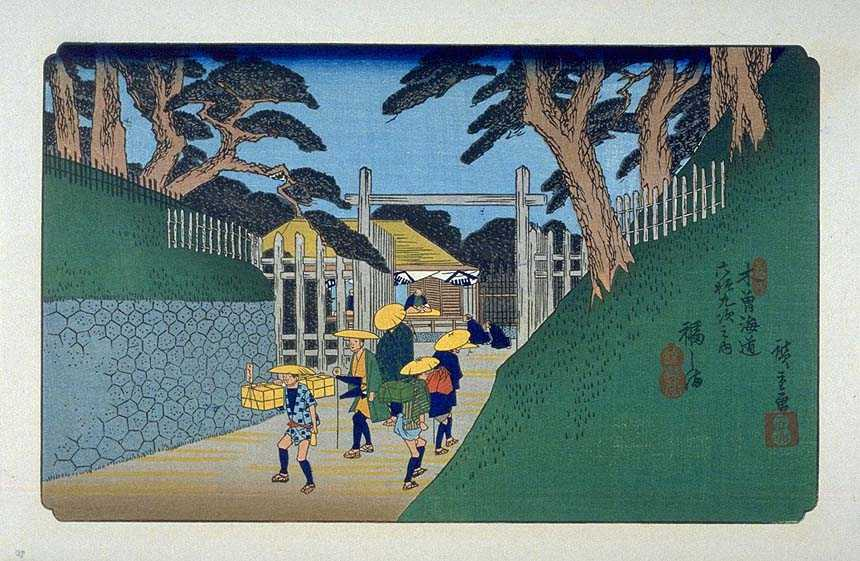
Fukushima-juku, estampe de Hiroshige de la série Les Soixante-neuf Stations du Kiso Kaidō.

Fukushima-juku (福島宿, Fukushima-juku) était la trente-septième des soixante-neuf stations du Nakasendō et aussi la cinquième des onze stations du Kisoji. Elle est située dans la ville moderne de Kiso, dans le district de Kiso de la préfecture de Nagano au Japon.

## Histoire
Les bureaux des taxes et inspection 関所 (sekisho) se trouvaient à l'entrée nord de la station. En plus d'être au milieu du Kisoji, elle était aussi située autour du point central entre Edo et Kyoto, ce qui en faisait un des quatre grands sekisho durant la période Edo.

## Stations voisines
Nakasendō & Kisoji
Miyanokoshi-juku – Fukushima-juku – Agematsu-juku